# Milo Eisenblätter
Milo Eisenblätter (ur. 2014 w Berlinie) – niemiecki aktor dziecięcy.

## Życiorys
Milo ma dwójkę starszego rodzeństwa: Levi (ur. 2006) Jona (ur. 1 lipca 2008), którzy obydwoje również zajmują się aktorstwem.

## Filmografia

### Filmy
| Rok  | Tytuł                  | Rola           | Uwaga             | Źr.         |
| ---- | ---------------------- | -------------- | ----------------- | ----------- |
| 2017 | Das Joshua Profil      |                | Rola drugoplanowa | [ 1 ] [ 3 ] |
| 2018 | 100 rzeczy             | Willi          | Rola drugoplanowa | [ 1 ] [ 3 ] |
| 2019 | Altes Land             |                | Rola drugoplanowa | [ 1 ] [ 3 ] |
| 2019 | Wunderschön            | Piet           | Rola drugoplanowa | [ 1 ] [ 3 ] |
| 2020 | Tatort - Wo ist Mike?  |                | Rola drugoplanowa | [ 1 ] [ 3 ] |
| 2020 | Sweet Distaster        |                | Rola drugoplanowa | [ 1 ] [ 3 ] |
| 2021 | Traumfänger            |                | Rola główna       | [ 1 ] [ 3 ] |
| 2021 | Przyjaźń to coś więcej | 8-lettni Malte | Rola drugoplanowa | [ 1 ] [ 3 ] |
| 2021 | Kalt                   | Nico Sieten    | Rola drugoplanowa | [ 1 ] [ 3 ] |
| 2025 | Wunderschöner          | Piet           | Rola drugoplanowa | [ 1 ] [ 3 ] |

### Seriale
| Rok       | Tytuł                 | Rola          | Uwaga             | Źr.         |
| --------- | --------------------- | ------------- | ----------------- | ----------- |
| 2018      | Die verlorene Tochter | Patrick Wolff | Rola drugoplanowa | [ 1 ] [ 3 ] |
| 2020      | Nix Fastes            | Jonathan      | Rola drugoplanowa | [ 1 ] [ 3 ] |
| 2021-2022 | Der König von Palma   | Dennis Adler  | Rola drugoplanowa | [ 1 ] [ 3 ] |